# Manni von Bohr

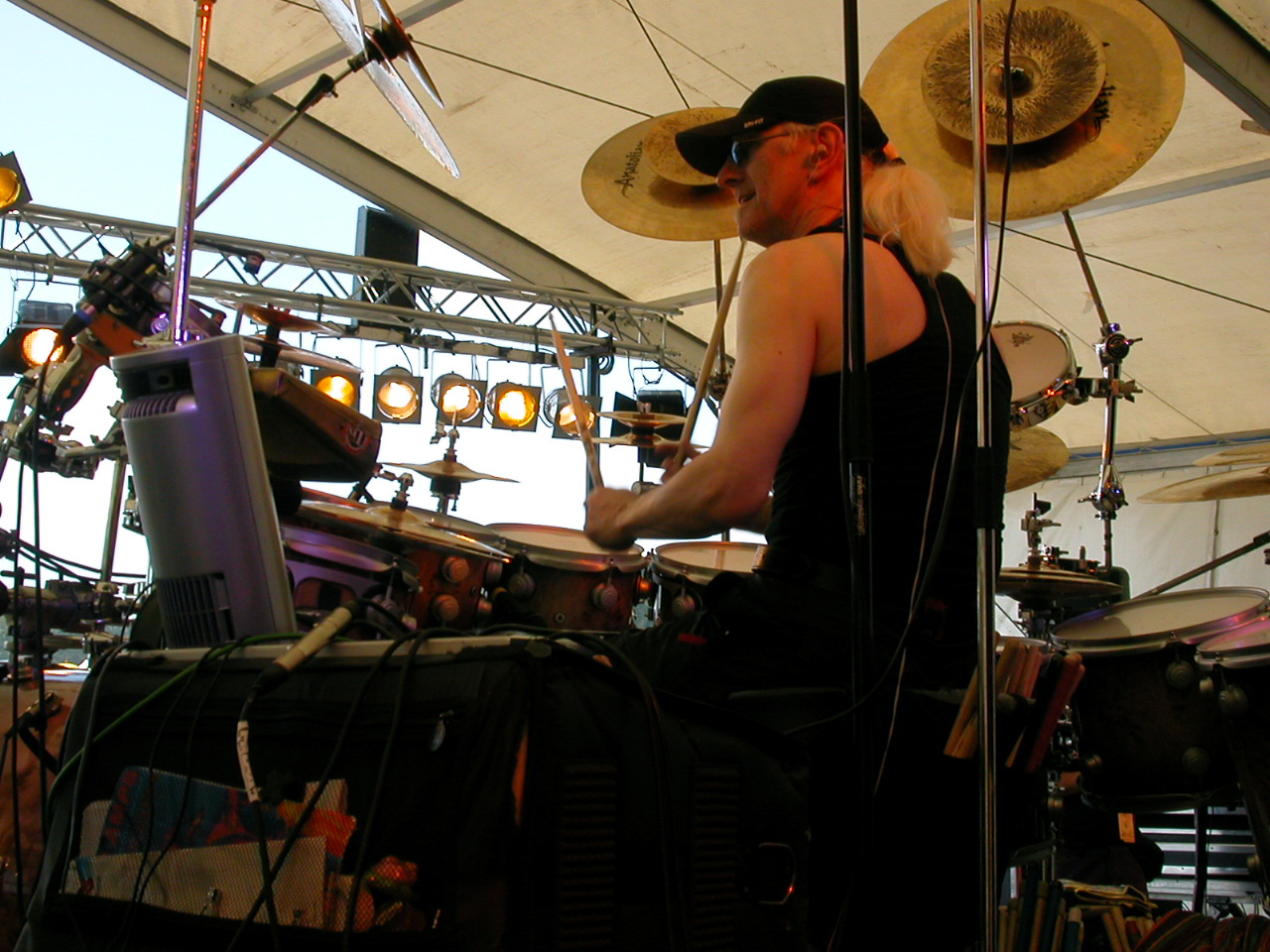
Manfred von Bohr (2006)

Manfred „Manni“ von Bohr (* 5. November 1950 im Saarland) ist ein deutscher Schlagzeuger.

## Leben und Wirken
Von Bohr war ab 1977 Mitglied der Band Birth Control, bei Lenny Mac Dowell, später bei Alex Oriental Experience und bei der Randy-Hansen-Band und Peter Burschs Bröselmaschine. Seit 2016 spielt er wieder Schlagzeug bei Birth Control. Außerdem ist er Mitglied von Dirty Notez (gemeinsam mit Detlef Wiederhöft).
Von Bohr tritt auch als Duo mit Drummern oder Perkussionisten auf, bspw. mit Hakim Ludin, Tyronne Silva oder Aaron Thier.
Er war viele Jahre Autor von Testberichten und Workshops zum Thema Schlagzeugspiel im Fachblatt Musikmagazin. Bis 2016 war er Chefredakteur des ältesten deutschen Schlagzeugmagazins drums&percussion. Er unterrichtet am Drummer’s Institute in Düsseldorf das Fach „Studio Drums“. Im Januar 2016 in Düsseldorf gründete er mit Eric Harings die Musiker Akademie Düsseldorf.

## Technik und Equipment
Manni von Bohr entwickelte die sogenannte „Quad-Pedal“-Technik, bei der er auf vier Pedalen mit Ferse und Zehenballen spielt. Diese verwendet er für Ostinatofiguren. Er spielt Doublebass mit zwei unterschiedlich großen Bassdrums (24" und 22" oder 20" und 22").
Von Bohr spielt ein 16" großes Tom-Tom zur Linken und einen 8" oder 10" großen Piccolo TympTom zu seiner Rechten. Sein zweites Hi-Hatpedal befindet sich auf der rechten Seite, sodass er beide Hi-Hats gleichzeitig spielen kann. Seine Pedale hat er in der Tiefe versetzt angeordnet, um mit Hacke und Spitze spielen zu können und schräg gestellt, damit die Kardangelenkwellen der beiden Doppelfußmaschinen übereinander passen.
Lange Zeit war er Mitglied der Künstler-Familie des deutschen Schlagzeugherstellers Sonor. Der „German pope of drumming“ (so der Titel eines Interviews im amerikanischen Modern Drummer Magazine) ist Endorser von dw Drums, Anatolian-Cymbals mit eigener Signature-Beckenserie, Beyerdynamic-Mikrofonen.

## Veröffentlichungen
- Drum-Praxis, Lehr-Video, 1992.
- Drumsounds & Play-Alongs mit Brigitte Volkert.
- Master Your Drumsound, Lehr-DVD (ISBN 3-89775-049-X) bzw. -Video (ISBN 3-89775-048-1), 2005.
- Doppel-Bassdrum spielen, DVD-Workshop (ISBN 3-89775-054-6), 2006.
- Master Odd Meters, Schlagzeugerlehrbuch mit CD, ISBN 3-89775-029-5.
- Mannifest, Solo-CD bei Blue Flame Records.